# Яманакако
Яманакако (яп. 山中湖村 Яманакако-мура) — село в Японии, находящееся в уезде Минамицуру префектуры Яманаси. Площадь села составляет 52,81 км², население — 5233 человека (1 августа 2014), плотность населения — 99,09 чел./км².

## Географическое положение
Село расположено на острове Хонсю в префектуре Яманаси региона Тюбу. С ним граничат города Фудзиёсида, Цуру, посёлки Ямакита, Ояма и сёла Осино, Доси.

## Население
Население села составляет 5233 человека (1 августа 2014), а плотность — 99,09 чел./км². Изменение численности населения с 1980 по 2005 годы:
| 1980 | 4637 чел. |  |
| 1985 | 4904 чел. |  |
| 1990 | 5040 чел. |  |
| 1995 | 5296 чел. |  |
| 2000 | 5274 чел. |  |
| 2005 | 5440 чел. |  |

## Символика
Деревом села считается тис остроконечный, цветком — Rosa hirtula, птицей — лебедь.